# Litoria thesaurensis
Litoria thesaurensis (tên tiếng Anh: Treasury Island Treefrog) là một loài ếch thuộc họ Pelodryadidae.
Loài này có ở Indonesia, Papua New Guinea, và quần đảo Solomon.
Môi trường sống tự nhiên của chúng là rừng ẩm vùng đất thấp nhiệt đới hoặc cận nhiệt đới, vùng núi ẩm nhiệt đới hoặc cận nhiệt đới, đầm nước, đầm nước ngọt, đầm nước ngọt có nước theo mùa, vườn nông thôn, rừng trước đây suy thoái nghiêm trọng, và kênh đào và mương rãnh.
Chúng hiện đang bị đe dọa vì mất môi trường sống.